# Slalom de Zagreb (ski alpin)
Le slalom de Zagreb est une course figurant régulièrement depuis 2005 au calendrier de la coupe du monde de ski alpin.
La course se tient dans la petite station de ski du Sljeme, reliée par téléphérique à la capitale croate en 23 minutes.
Ces dernières années, le slalom de Zagreb a été critiqué à plusieurs reprises du fait de ses conditions. En 2022, le slalom a été annulé en cours de première manche du slalom messieurs. La tenue de ce slalom a été sévèrement critiquée par Alexis Pinturault,, après la blessure de Victor Muffat-Jeandet.
En 2023, le slalom féminin a dû être annulé à cause des températures trop élevées. Le slalom de Zagreb n'est au calendrier de la coupe du monde ni pour la saison 2023-2024 ni pour la saison 2024-2025.

## Historique des résultats de coupe du monde

### Dames
| Date            | Vainqueur                                                       | Seconde                                                         | Troisième                                                       |
| --------------- | --------------------------------------------------------------- | --------------------------------------------------------------- | --------------------------------------------------------------- |
| 20 janvier 2005 | Tanja Poutiainen                                                | Kristina Koznick                                                | Marlies Schild                                                  |
| 5 janvier 2006  | Marlies Schild                                                  | Janica Kostelic                                                 | Therese Borssen                                                 |
| 4 janvier 2007  | Marlies Schild                                                  | Ana Jelušić                                                     | Sarka Zahrobska                                                 |
| 15 février 2008 | Tanja Poutiainen                                                | Marlies Schild                                                  | Veronika Zuzulová                                               |
| 4 janvier 2009  | Maria Riesch                                                    | Nicole Gius                                                     | Sarka Zahrobska                                                 |
| 3 janvier 2010  | Sandrine Aubert                                                 | Kathrin Zettel                                                  | Susanne Riesch                                                  |
| 4 janvier 2011  | Marlies Schild                                                  | Maria Riesch                                                    | Manuela Moelgg                                                  |
| 3 janvier 2012  | Marlies Schild                                                  | Tina Maze                                                       | Mikaela Shiffrin                                                |
| 4 janvier 2013  | Mikaela Shiffrin                                                | Frida Hansdotter                                                | Erin Mielzynski                                                 |
| 4 janvier 2015  | Mikaela Shiffrin                                                | Kathrin Zettel                                                  | Nina Løseth                                                     |
| 6 janvier 2016  | Épreuve annulée (manque de neige) et reportée à Santa Caterina. | Épreuve annulée (manque de neige) et reportée à Santa Caterina. | Épreuve annulée (manque de neige) et reportée à Santa Caterina. |
| 3 janvier 2017  | Veronika Velez Zuzulová                                         | Petra Vlhová                                                    | Šárka Strachová                                                 |
| 3 janvier 2018  | Mikaela Shiffrin                                                | Wendy Holdener                                                  | Frida Hansdotter                                                |
| 5 janvier 2019  | Mikaela Shiffrin                                                | Petra Vlhová                                                    | Wendy Holdener                                                  |
| 4 janvier 2020  | Petra Vlhová                                                    | Mikaela Shiffrin                                                | Katharina Liensberger                                           |
| 3 janvier 2021  | Petra Vlhová                                                    | Katharina Liensberger                                           | Michelle Gisin                                                  |
| 4 janvier 2022  | Petra Vlhová                                                    | Mikaela Shiffrin                                                | Katharina Liensberger                                           |
| 4 janvier 2023  | Mikaela Shiffrin                                                | Petra Vlhová                                                    | Anna Swenn-Larsson                                              |
| 5 janvier 2023  | Annulée à cause des conditions météorologiques.                 | Annulée à cause des conditions météorologiques.                 | Annulée à cause des conditions météorologiques.                 |